# Aeroporto di Lugano
Luchthaven Lugano (Italiaans: Aeroporto di Lugano, Duits: Flughafen Lugano) (IATA:LUG, ICAO: LSZA) is een regionale luchthaven in het gebied rondom de Zuid-Zwitserse stad Lugano. Het ligt dichter bij het Zwitserse dorp Agno dan bij Lugano en staat daarom ook wel bekend als Luchthaven Lugano-Agno.

## Vliegtechnische informatie
Lugano's aanvliegroute is zeer uitdagend vanwege de steile hoek van afkomst van 6,65°, meer dan het dubbele van de standaard aanpakhoek van 3°. Dit is een gevolg van zijn geografische ligging in de mond van een vallei.